# Oxycophina theorina
Oxycophina theorina är en fjärilsart som beskrevs av Edward Meyrick 1887. Oxycophina theorina ingår i släktet Oxycophina och familjen Thyrididae. Inga underarter finns listade i Catalogue of Life.